# Чирянка світлогорла
Чирянка світлогорла (Anas gracilis) — вид водоплавних птахів родини качкових (Anatidae).

## Поширення
Вид поширений у Новій Гвінеї, Австралії, Новій Зеландії, Вануату та Соломонових островах. Мешкає у різноманітних водно-болотних угіддях. Він також може жити в солонуватих водах і навіть у невеликих ставках у посушливих внутрішніх районах. Улюбленим місцем проживання є ставки, річки і болота, де цих птахів можна зустріти в досить великій кількості. У періоди посухи він дуже рухливий і шукає водойми, долаючи великі відстані.

## Опис
Оперення має строкате сіро-коричневе забарвлення, рівномірне по всьому тілу, за винятком тьмяно-коричневої спини, а підборіддя та горло білі, дзьоб темно-зелений, очі темно-червоні. Другорядні махові пера крил мають характерне блискуче синьо-чорне дзеркало, окантоване білим. Самці більші за самиць, але обидві статі схожі.

## Спосіб життя
Дієта різноманітна, включає наземні рослини, водні рослини, насіння, ракоподібних, комах і їхні личинки. Вони можуть плавати на поверхні, фільтрувати бруд через дзьоб, перевертатися догори дном і їсти під водою під час плавання або відпочивати на поверхні води над рослинним матеріалом.